# Karin Ptaszek
Karin Ptaszek-Kochis, f. Ptaszek (født 24. december 1971) er en dansk tennisspiller, der var professionel på ITF Women's Circuit i perioden 1994-96, og som vandt fire ITF-titler i double og en titel i single. Ptaszek repræsenterede endvidere Danmark i Fed Cup i 25 holdkampe i perioden 1988-96. Fra 1997 til 2000 spillede hun for Brigham Young University, med hvem hun vandt to nationale holdmesterskaber.
Ptaszek har vundet 24 individuelle Danmarksmesterskaber i tennis, heraf syv i damesingle, ni i damedouble og otte i mixed double. Hun vandt den første titel som 19-årig i 1990, mens den sidste DM-titel blev vundet i 1999.
Efter sin professionelle karriere har Ptaszek uddannet sig og arbejdet i USA som lærer og tennistræner.

## Internationale resultater
Karin Ptaszek spillede som professionel på ITF Women's Circuit i perioden 1994-96, hvor hun vandt fire ITF-titler i double og en titel i single og i alt vandt $ 46.280 i præmiepenge. Hendes største resultat var doublesejren i $25.000-turneringen i Brest i 1994 sammen med Els Callens. De fire øvrige titler blev vundet i $10.000-turneringer, der på det tidspunkt var den laveste kategori af turneringer på ITF Women's Circuit.
Hendes højeste placeringer på WTA's verdensrangliste opnåede hun i 1994 med en placering som nr. 265 i single og en 230.-plads i double.

### Single
Turneringssejre (1)
| Nr. | Dato            | Sted              | Kategori | Underlag          | Modstander  | Resultat |
| --- | --------------- | ----------------- | -------- | ----------------- | ----------- | -------- |
| 1.  | 4. februar 1996 | Rungsted, Danmark | $10.000  | Tæppe (indendørs) | Heike Thoms | 6–0, 6–4 |

Finalepladser (1)
| Nr. | Dato            | Sted            | Kategori | Underlag              | Modstander          | Resultat |
| --- | --------------- | --------------- | -------- | --------------------- | ------------------- | -------- |
| 1.  | 27. januar 1996 | Båstad, Sverige | $10.000  | Hardcourt (indendørs) | Anna-Karin Svensson | 5–7, 3–6 |

### Double
Turneringssejre (4)
| Nr. | Dato               | Sted                | Kategori | Underlag              | Makker              | Modstandere                  | Resultat      |
| --- | ------------------ | ------------------- | -------- | --------------------- | ------------------- | ---------------------------- | ------------- |
| 1.  | 27. marts 1994     | Brest, Frankrig     | $25.000  | Hardcourt             | Els Callens         | Susanna Attili Elena Savoldi | 6–4, 6–1      |
| 2.  | 21. januar 1996    | Turku, Finland      | $10.000  | Tæppe (indendørs)     | Anna-Karin Svensson | Annica Lindstedt Sofia Finer | 6–2, 6–4      |
| 3.  | 27. januar 1996    | Båstad, Sverige     | $10.000  | Hardcourt (indendørs) | Anna-Karin Svensson | Sofia Finer Annica Lindstedt | 6–3, 6–4      |
| 4.  | 15. september 1996 | Marseille, Frankrig | $10.000  | Grus                  | Sofie Albinus       | Alice Canepa Debby Haak      | 5–7, 7–5, 6–4 |

Finalepladser (0)

## Fed Cup
Ptaszek repræsenterede Danmark i Fed Cup i 25 holdkampe i perioden 1988-96, og hun er dermed den spiller, der har spillet fjerdeflest holdkampe for Danmark, kun overgået af Eva Dyrberg (40), Tine Scheuer-Larsen (35) og Karina I. Jacobsgaard (28).
I Fed Cup spillede hun i alt 39 enkeltkampe, i hvilke hun opnåede 23 sejre og 16 nederlag, heraf 13 sejre og 11 nederlag i single samt 10 sejre og 5 nederlag i double. Karin Ptaszek og Tine Scheuer-Larsen er den doublekonstellation, der gennem tiden har vundet flest kampe (5) for Danmarks Fed Cup-hold.

## Nationale resultater
Karin Ptaszek har vundet 24 individuelle Danmarksmesterskaber i tennis i perioden fra 1990 til 1999, heraf syv i single, ni i damedouble og otte i mixed double, og hun ligger dermed på 14.-pladsen i statistikken over spillere, der gennem historien har vundet flest DM-titler. 
- Udendørs-DM i tennis
  - Damesingle
    -  Guld (4): 1990, 1991, 1992, 1995.

  - Damedouble
    -  Guld (5): 1990, 1991 (m. Henriette Kjær-Nielsen), 1993 (m. Sofie Albinus), 1994, 1995 (m. Tine Scheuer-Larsen).

  - Mixed double
    -  Guld (5): 1991, 1992, 1997, 1998, 1999 (m. Christian Camradt).

- Indendørs-DM i tennis
  - Damesingle
    -  Guld (3): 1991, 1992, 1996.

  - Damedouble
    -  Guld (4): 1991 (m. Henriette Kjær-Nielsen), 1993, 1994, 1996 (m. Tine Scheuer-Larsen).

  - Mixed double
    -  Guld (3): 1992, 1994, 1996 (m. Christian Camradt).

Fra 1997 til 2000 spillede Karin Ptaszek for Brigham Young University, med hvem hun vandt to nationale holdmesterskaber.
- NCAA Women's Tennis Championship, Division II
  - Hold
    -  Guld (2): 1999, 2000 (Brigham Young University).

## Privatliv
Karin Ptaszek-Kochis er gift med Matt Kochis, og sammen har de to børn: Dylan og Kylie.
I perioden 1997-2009 uddannede Karin Ptaszek sig i markedsføring og ledelse på forskellige universiteter i USA.
- Bachelor i international business management fra Brigham Young University, Hawaii (1997-2000).
- MBA i markedsføring og ledelse fra Loyola University, Chicago (2002-06).
- PA Certified Business Teacher fra Immaculata University, Chester County (2007-09).

Hun har siden 2012 arbejdet som klubpro i Whitford Country Club nær Philadelphia, USA.